# Kovách Pál
Modrai Kovách Pál (Vác, 1810. október 6. – Vác, 1888. március 9.) jogi doktor, váci kanonok.

## Élete
Vácon született, ahol apja Kámánházy László püspök gazdatisztje volt; a gimnáziumot szülővárosában és Pesten járta; ugyanitt hallgatta a jogot az egyetemen. Hont megyében a joggyakorlat terére lépett; mint megyei esküdt és írnok 1831-ig működött; így lett később Hont megyei, majd Nógrád megyei táblabíró. Időközben a királyi tábla hites jegyzőjévé avattatott fel.
A megye ajánlatára a magyar királyi helytartótanácshoz kapott meghívást, de nem fogadta el, hanem szíve vonzalmát követve a kalocsai növendék papok közé lépett, ahonnét egy év múlva egészségi szempontból a váci papnevelőintézetbe ment át. Mint hittanhallgató 1833-ban állotta ki a jogtudományi első szigorlatot. 1834. április 9-én áldozópappá szentelték fel és Dorosmára küldetett káplánnak; itt ismerkedett meg Horváth Mihállyal, a történetíróval. 1835. júliusban jogi doktorrá avatták.
1835-től 1837-ig Félegyházán káplánkodott, mely idő alatt a francia s olasz nyelvet megtanulta. 1837-ben gróf Nádasdy püspök udvarában iktató és levéltárnok, 1840-ben szentszéki jegyző és püspöki könyvtárnok lett. Püspökével mint titkár jelent meg az 1843-44. évi országgyűlésen, ahol a jeles szónokok nagy hatással voltak reá. 1844-ben püspöki szertartóvá és a pesti egyetem jogi karának tagjává léptették elő. 1846-ban a váci szemináriumban az újonnan felállított magyar köz- és polgári jog tanszékét nyerte el.
A nemzeti küzdelem nagy napjaiban tanítványai a harctérre, ő a szószékre lépett. A szabadságharc után ő is bujdosott. 1849. december 24-én plébános lett Kundorozsmán, 1854-ben a félegyházi gimnázium püspöki biztosa, 1855-ben szentszéki ülnök, 1856-ban alesperes és zsinati vizsgáló, 1859-ben a házassági törvényszék biztosa, 1861-ben monostori apát, 1864-ben váci kanonok, majd pesti és székesegyházi esperes, 1881-ben pápai prelátus.
Az 1845-ben kezdeményezett papi nyugdíjintézetet 1876-ban sikerült neki az önadóztatás állandó alapjára fektetnie és megszilárdítania. Régi kedvenc eszméje volt Vácon a '48-as honvédemlék létesítése; ezen célból tőkét gyűjtött és 1866-bn a váci díszes honvéd-emlék leleplezését, országos ünnepély mellett, ő végezte. Mint kanonok tizennyolc év alatt tíz tanulónak adott házában teljes ellátást, akik közül hatot nevelt a papi pályára. Hazáján kívül, utazott külföldön is: 1857-ben meglátogatta Bécset, Grazot, Triesztet és Velencét, 1862-ben Prágát, Drezdát és Berlint, 1867-ban Párizst és a világkiállítást, Németországot és Svájcot, 1869-ben Felső-Ausztriát, Dorozsmán alapítványt tett a város rendezése és szegényei javára; ezért a város 1886. március 4-én díszpolgárává választotta.
Arcképe: kőnyomat L. Appelrathtól Bécs, 1873. (a Hajnal albumban).

## Írásai
Cikkei az Idők Tanujában (1860. 282. szám, A magyar alkotmány alanyi és tárgyilagos garantiáiról, 283. A magyar közjog s az országgyűlés tárgyai, 297., 298. A káptalanok és konventek mint hiteles helyek, 1867. A magyar király koronzásáról és a királyné koronáztatási jogáról, öt czikk, melyet a németországi s a France után a franczia lapok is ávettek); a Magyar Államban (1867. szept. Eltévedt levelek a párisi világkiállításról, okt. A világiaknak a papokról, 1869. ápr. A szent székek autonomiája, öt cikk, Autonomiai választási mozgalmak, hat cikk, 1870. Roskoványi munkáinak ism., A lengyelekért, Utazás Tatrangi Dávid és az aerodrom honába, 1872. 53. Teminiscentiák és a Manuale parochorum, 1873. 187-195. Kik és mik voltunk, kik és mik maradhatunk, ha tevékenyek, összetartók leszünk? 1875. 202-233. Monographiai vázlatok Vácz egyházmegye köréből, 1876. Be kell-e táblázni a községeknél kifektetett k. alapítványi tőkéket, 3 cikk, Magyar kanonoki beigtató, Az első váczegyházmegyei nyugdíjintézeti közgyűlés alkalmával tartott beszédek, 1877. Kalászat a koresemények mezején, 6 czikk, A káptalanokról mint hiteles helyekről, 1878. Egyházjogi tanulmányok, 10 cikk, 1883. Tisza-Eszlár, Mi az az esperesség), a Váczividéki Lapokban (1874. Forradalmi váczi élmények, 4 cikk, A váczi lyceum restauratiója), a Religióban (1877. Adalékok a választott és fölszentelt püspökökről, 1878. Bús hangok a jelenből), a Váczi Közlönyben (1880. Váczi székesegyháztér, Czifra nyomorúság vagy nagy község? polemia, Vácz júl. 15. és 17. 1849-ben, 1881. Egy szó a maga idején); a váczi, r. kath. gymnasium Értesítőjében (1883. Az emberi lélek és a materialismus); írt még a Tanodai Lapokba (A tanítók nyugintézete tárgyában) és a Mátyás Diákba.

## Munkái
- Dissertatio inauguralis iuridica da locis credibilibus, Pest, 1835
- Egyházi beszéd, mely sz. Rochus hitvalló napján a Vácz városánál örök időkre fogadott, tartatott 1846. aug. 16. Uo.
- Egyházi beszéd b. szűz Mária tiszteletére. Vácz, 1845. szept. 14. a hét kápolnával tartva...
- Szemelvények az 1790-91. és 1825-27. országos egyházi választmányok munkálataiból. Pest, 1848. márcz. 16.
- Mária az ered. bün nélkül fontatott királyné 7 fájdalma, s öröme. Dorosma, 1855. decz. 8...
- Manuale parochorum e probatis, auctoribus, librisque ritualibus practice elucubratum. Tomus I. Pestini, 1854 (Supplementum: Enchiridion juris civ. et crim. Austriaci. 2. kiadás Vácz, 1871. II. kötet. Szeged, 1860. 3000 példányban nyomatott)
- A magyarhoni törvényhozás történeti vázolata. Szeged, 1861 (Kovách Sándorral együtt. Gegus Dániel a magyar fordított törvénytár kiadása alkalmával kútfő gyanánt használta.) Online
- Egyházi beszéd, melyet sz. István első apostoli királyának ünnepén Bécsben mondott. Bécs, 1869
- Diurnale pro usu v. capituli, cum brevi Agendario, Vacii, 1872
- Szabad-e, és kell-e káptalanainknak a kamatlábat legalább annyira fölemelni, hogy a régi egyensuly helyreállítassék. Bpest, 1873 (Ism. Uj M. Sion)
- A kath. papság némely legégetőbb kérdéseiről. Uo. 1875
- Budapest és környéke, a magyar nemzetiség és nyelv szempontjából tekintve. Uo. 1880 (Egyszersmind három jutalomkitüzés a magyar nyelvet legsikeresebben tanítók számára.)
- Specimen monographiae capituli Vaciensis, seu data statistico-historica capitularie in unum collecta et vice manuscripti edita. Vacii, 1884

### Kéziratban
Historia dioecesis episcopatus et civitatis Vaciensis; Magyar közjog történeti felvilágosítással, 1846-47.; Az örökségre vágyódók, szinmű (előadva 1834-ben a papnevelő intézet rögtönzött szinpadán); Drégely, rege a magyar előidőből; Hat dinnye közt csak egy volt jó; A fátyol, vagy az átöltöztetett török-magyarok. Meglepetések.